# Gazera heliconioides
Gazera heliconioides is een vlinder uit de familie Castniidae. De wetenschappelijke naam van de soort werd in 1853 door Gottlieb August Wilhelm Herrich-Schäffer gepubliceerd.
De soort komt voor in het Neotropisch gebied.

## Ondersoorten
- Gazera heliconioides heliconioides (Brazilië)
- Gazera heliconioides dodona (Druce, 1896) (Peru, Ecuador)
  - = Castnia dodona Druce, 1896
  - = Castnia linus f. peruviana Strand, 1913
- Gazera heliconioides fassli (Lathy, 1922) (Brazilië)
  - = Cabirus fassli Lathy, 1922
- Gazera heliconioides obidona (Rothschild, 1919) (Brazilië, Guyana, Frans-Guyana)
  - = Castnia obidona Rothschild, 1919
  - = Papilio linus Stoll, 1779
  - = Castnia linus omissus Rothschild, 1919
  - = Gazera peruviana praeceptor J.Y.Miller, 1995
  - = Castnia linus Druce, 1883
- Gazera heliconioides micha (Druce, 1896) (Bolivia, Paraguay, Brazilië)
  - = Castnia micha Druce, 1896
  - = Castnia linus f. michana Strand, 1913
  - = Castnia linus f. michanoides Raymundo, 1933